# 벽 (보물)

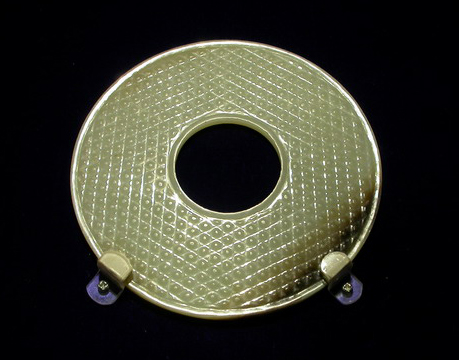

벽(중국어: 璧, 병음: bì, 영어: jade disk)은 비취를 둥근 고리 모양으로 만든 보물이다. 신석기 시대 량주 문화 때(기원전 3400년 ~ 기원전 2250년)부터 만들어졌으며, 오늘날에는 대개 상나라, 주나라, 한나라 때 물건들이 남아 있다.
| 전임 오스트레일리아 나무껍질 방패 | 제90대 100대 유물로 보는 세계사 | 후임 HMS 비글의 크로노미터 |

## 같이 보기
- 화씨벽
- 석화 (미크로네시아 연방)